# 小眼大狼綿鳚
小眼大狼綿鳚，為輻鰭魚綱鱸形目绵鳚亞目绵鳚科的其中一種，分布於西南大西洋的福克蘭群島海域，屬底棲性魚類，棲息深度在水深115至750公尺，體長可達9公分。

## 扩展阅读
維基物種上的相關：小眼大狼綿鳚